# Grotta dell'Artiglieria
La grotta dell'Artiglieria è una grotta carsica che si apre nel comune di Doberdò del Lago (Gorizia), nei pressi della sommità del rilievo denominato Quota 208 sud, a NE rispetto al lago di Doberdò, in località Jamiano. La cavità prende il nome dalla postazione d'artiglieria che fu collocata al suo interno nel corso della Prima Guerra Mondiale.

## Morfologia
La grotta  (numero catastale 1625/4505VG) si apre a 187 m di altitudine nel comune di Doberdò del Lago, sul versante occidentale del Quota 208 sud, e si sviluppa con andamento prevalentemente suborizzontale per 95,9 m, fino a raggiungere la profondità massima di 42,5 m. La grotta si sviluppa con tre caverne separate da brevi salti. L'ingresso è verticale e conduce alla prima caverna, sulla cui porzione sinistra si apre un pozzetto di 10 m che conduce al secondo ambiente della grotta. Da qui, attraverso un nuovo pozzetto costituito da massi di crollo si raggiunge la sala terminale. Quest'ultima è l'ambiente più spazioso e concrezionato della cavità e scende con andamento suborizzontale fino al punto più profondo della grotta.

## Storia
La grotta dell'Artiglieria si apre quasi alla sommità del Quota 208 sud, nei pressi di un punto panoramico dal quale si può ammirare la parte meridionale del Vallone di Gorizia e l'intero polje nel quale si sviluppa il Lago di Doberdò. Grazie alla sua particolare posizione, nel corso della Prima Guerra Mondiale l'esercito austro-ungarico stabilì nella parte iniziale della grotta un punto di osservazione e una postazione d'artiglieria (da cui il nome della cavità), che furono poi riutilizzati anche dagli italiani quando questi ultimi presero possesso dell'area. Ancora oggi all’ingresso della grotta si può vedere ciò che rimane di una piccola lapide che ricorda la presenza durante la Grande Guerra del 2º Reggimento Artiglieria da Montagna sul Carso.

## La fauna
Alcuni decenni fa la grotta era nota per ospitare la più importante e numerosa colonia di pipistrelli del Carso goriziano, costituita da diverse centinaia di chirotteri appartenenti alle specie miniottero comune (Miniopterus schreibersi) e ferro di cavallo euriale (Rhinolophus euryale). Negli ultimi anni la colonia si è fortemente ridotta e in alcuni periodi risulta totalmente assente. Recentemente una colonia di discrete dimensioni (una trentina di esemplari) è stata osservata solamente tra settembre e ottobre, cioè il periodo di accoppiamento immediatamente precedente al letargo. Non è chiaro né quali siano i motivi del decremento numerico degli individui, né dove si rechino gli esemplari nei mesi in cui non sono presenti nella cavità.
La colonia di pipistrelli ha determinato l'accumulo di una notevole quantità di guano nella sala terminale della grotta. Questo ha permesso lo sviluppo di una grande comunità di invertebrati, per lo più appartenenti alle specie cavernicole tipiche dell'area carsica. Tra le specie troglobie si segnalano i crostacei Alpioniscus strasseri e Androniscus stygius e il coleottero colevide Bathysciotes khevenhulleri tergestinus. Tra le specie troglofile si segnalano i ragni Nesticus eremita e Troglohyphantes excavatus, gli ortotteri Troglophilus neglectus e Gryllomorpha dalmatina, il lepidottero Scoliopteryx libatrix, il dittero Limonia nubeculosa e una specie di foride, i coleotteri carabidi Laemostenus cavicola e Laemostenus elongatus e il coleottero stafilinide Atheta spelaea.